# GAF (azienda)
GAF (acronimo per General Aniline & Film, anche conosciuta come GAF Materials Corporation e nata come The Standard Paint Company) è un'azienda statunitense fondata nel 1886, attiva nel campo delle coperture per aziende e privati e nel settore fotografico, con la produzione di fotocamere e proiettori, sia per fotografia che per film. Tra gli anni sessanta e settanta del XX secolo, è stata la detentrice del marchio View-Master, celebre dispositivo stereoscopico.

## Storia
Fondata nel 1886 con il nome The Standard Paint Company, l'azienda divenne una delle più grandi ditte produttrici di materiale di copertura per tetti del Nord America, guadagnando approssimativamente 3 miliardi di dollari. Con più di due dozzine di fabbriche situate negli Stati Uniti, la compagnia ha più di 3.000 dipendenti e vende i suoi prodotti in tutto il mondo.
Nel 1928 con il nome di American IG, venne acquistata dalla tedesca IG Farben, divenendone la filiale americana, venendo successivamente rinominata General Aniline & Film o GAF. Nel 1941 venne sequestrata dal Governo degli Stati Uniti come "bene nemico". Nel 1965 il governo statunitense vendette le azioni dell'azienda.
Nel 1966 la GAF acquistò la Sawyer's di Portland, in Oregon, e con essa il sistema di visione stereoscopica View-Master. L'anno successivo Ruberoid fu assorbita dalla General Aniline & Film, adottando anch'essa il nome GAF. Nel 1968 la General Aniline & Film Corp. cambiò ufficialmente il proprio nome in GAF Corporation.
Per un breve periodo, durante gli anni settanta, divenne il fornitore ufficiale di film per Disneyland e Walt Disney World, periodo in cui l'attore Henry Fonda divenne testimonial in numerosi spot televisivi per la compagnia, compreso uno in cui appariva una giovanissima Jodie Foster nella sua prima apparizione.
Il 7 gennaio 2001 il maggiore azionista della GAF divenne la ventisettesima compagnia degli Stati Uniti a presentare domanda di protezione ai sensi dell'articolo 11 del Codice Fallimentare statunitense da responsabilità relative a richieste di lesioni personali a causa dell'amianto. L'acquisto della Ruberoid da parte della GAF portò infatti con sé anche una linea di prodotti che conteneva notevoli quantità di amianto. I prodotti contenenti amianto variavano da tegole e rivestimenti a isolamenti e numerosi altri prodotti di costruzione. Unitamente all'acquisto della compagnia, la GAF ottenne anche la proprietà di una miniera di amianto nel Vermont. Una volta completata la vendita, la GAF Corporation divenne di fatto il leader delle forniture di amianto dello stato. La miniera venne chiusa nel 1975, mentre la produzione di materiali di copertura della GAF non contenevano amianto. L'azionista della GAF è uscito dalla bancarotta nel 2009 dopo aver espletato le richieste di risarcimento per lesioni personali legate all'amianto.
L'attuale presidente della compagnia, ora una sussidiaria della Standard Industries, è Jim Schnepper, che ha affermato: "La GAF opera, proteggendo le nostre comunità in ciò che è più importante. Noi siamo grati alle comunità che chiamiamo casa. Grazie ai vicini, alle città, ai parchi, alle scuole a agli altri posti che danno significato al nostro lavoro".